# Parish of Saint Mary (parish i Antigua och Barbuda)
Parish of Saint Mary är en parish i Antigua och Barbuda. Den ligger i den centrala delen av landet, 7 kilometer söder om huvudstaden Saint John's. Antalet invånare är 6 360. Parish of Saint Mary ligger på ön Antigua.
Följande samhällen finns i Parish of Saint Mary:
- Bolands
- Old Road